# 豬頭漢堡飽
《豬頭漢堡飽》（英語：Harold & Kumar Go to White Castle）是一部于2004年上映的美国伙伴式嗑药喜劇电影，由丹尼·莱纳执导，乔恩·赫维兹和海登·施拉兹伯格编剧，主演有趙約翰、卡尔·潘、尼爾·柏德烈·夏里斯、安東尼·安德森和佛莱德·威拉特。这是系列电影的第一部，讲述了哈羅德（趙饰）和卡瑪（潘饰）在吸食大麻后踏上前往白城堡快餐店冒险之旅的故事。
赫维兹和施拉兹伯格以他们在兰道夫高中的经历和人物为灵感创作了本片。2002年，影片制作方获得了白城堡快餐的授权许可。白城堡还参与了电影的营销推广，在餐厅中推出了联动产品。趙与夏里斯（饰演虚构的自己）早期就确定参演，而潘则经历了七次试镜才拿到角色。影片的主体拍摄工作于2003年在多伦多进行。
《豬頭漢堡飽》于2004年7月30日由新線影業在美国上映，获得了正面评价，尤其是主演表现（特别是夏里斯）以及对种族与喜剧刻板印象的颠覆受到了赞誉。此片也逐渐积累了一批狂热粉丝。续集《猪头逛大街2》于2008年4月全球上映。

## 剧情
投资银行家哈羅德被同事劝说替他们完成工作，而他们则出去度周末。卡瑪参加了一场医学院面试，却故意搞砸以避免被录取。哈羅德暗恋着邻居瑪利亞，却不敢表白。两人一起吸食大麻后，看到白城堡快餐广告，决定去吃汉堡。他们驱车前往新不伦瑞克最近的一家白城堡，却发现已被“汉堡小屋”取代，得知在切里希爾还有一家。
卡瑪提议去普林斯顿大学补买大麻。他从一名学生手中买到大麻，但被校园保安发现，只得弃物逃跑。继续上路途中，卡瑪因内急停车，一只浣熊钻进车里咬了哈羅德。卡瑪带哈羅德去医院，那里正是他父亲与哥哥工作的地方。卡瑪偷了身份牌，想拿到医用大麻，却被误认为哥哥，不得已为一名枪伤病人动手术。手术后，那位病人告诉他们白城堡的具体地址。
在电影院，卡瑪发现了瑪利亞。他想引起她注意让哈羅德搭话，但哈羅德惊慌失措撞毁了车。他们被一名拖车司机“畸形秀”救起，带回家修车。畸形秀的妻子对两人提出性爱邀请，但当畸形秀提出四人性行为后，两人吓得逃跑。随后卡瑪搭了个顺风车，竟是嗑了迷幻药的尼爾·柏德烈·夏里斯。两人进便利店问路，夏里斯却把车开走了。他们因乱穿马路遭遇种族主义警察骚扰。哈羅德想打卡瑪一拳却不小心打到警察，结果被捕。
卡瑪报假警引开警察，闯入警局救出哈羅德。逃亡途中，两人遇到一只逃跑的猎豹，还一起抽大麻骑上牠。途中他们遇到一群极限运动的混混，曾多次骚扰他们，两人偷了他们的卡车。被警察追逐时，他们开到悬崖边。看到下方就是白城堡，他们用卡车上的悬挂式滑翔翼飞了下去。抵达后，他们点好汉堡却发现没钱买单。夏里斯突然现身，为了赔罪替他们买了餐。
卡瑪意识到自己确实想成为医生，但又不想陷入“印度人当医生”的刻板印象。哈羅德看到两个同事带着女生出现，愤怒指出他们谎称要加班实则出去玩。他警告他们再这样就会让他们被开除、出丑。回到公寓后，二人遇到瑪利亞，哈羅德向她表白并接吻。瑪利亞告诉他她将前往阿姆斯特丹，但十天后会回来。卡瑪鼓励哈羅德追随她去阿姆斯特丹，还提醒他荷兰的大麻是合法的。

## 演员
- 趙約翰 饰 哈羅德·李：第二代韓裔美國人，投资银行家，与最好的朋友兼室友卡瑪同住
- 卡尔·潘 饰 卡瑪·帕特尔：第二代印度裔美國人，家人认为他将像父亲和哥哥一样成为医生。他与最好的朋友兼室友哈羅德同住
- 宝拉·加赛斯（英语：Paula Garcés） 饰 瑪利亞：哈羅德和卡瑪的邻居，哈羅德暗恋她
- 尼爾·柏德烈·夏里斯 饰 虚构版自己
- 大衛·克倫荷茨 饰 塞思·戈尔茨坦：哈羅德和卡瑪的邻居，罗森堡的室友
- 艾迪·凯伊·托马斯 饰 安迪·罗森堡：哈羅德和卡瑪的邻居，戈尔茨坦的室友
- 克里斯托弗·米洛尼 饰 兰迪 / 畸形秀：汽车修理工，脸和脖子上有脓疮，修理了哈羅德和卡瑪的车
- 萊恩·雷諾斯 饰 手术室护士，暗示对印裔美国男性有性幻想
- 佛莱德·威拉特 饰 威洛比医生：医学院院长，负责面试卡瑪
- 安東尼·安德森 饰 汉堡小屋员工
- 布鲁克·多赛（英语：Brooke D'Orsay） 饰 克拉丽莎：普林斯顿大学的双胞胎学生姐妹之一，同意与卡瑪一起抽大麻
- 凯特·凯尔顿（英语：Kate Kelton） 饰 克丽茜：克拉丽莎的双胞胎姐妹，普林斯顿大学学生，同意与卡瑪一起抽大麻
- 史蒂夫·布劳恩（英语：Steve Braun (actor)） 饰 科尔：五人極限運動痴迷少年团伙的头目，经常骚扰哈羅德和卡瑪或其他人
- 桑迪·乔宾-贝文斯（英语：Sandy Jobin-Bevans） 饰 帕伦博警官：种族主义警察，欺负哈羅德和卡瑪
- 罗伯特·廷克勒（英语：Robert Tinkler） 饰 J.D.
- 阿尔伯特·豪威尔（英语：Albert Howell (comedian)） 饰 保安
- 安杰洛·查鲁卡斯（英语：Angelo Tsarouchas） 饰 粗鲁收费站工作人员
- 约旦·普伦蒂斯 饰 巨型大麻袋
- Sia Ta 饰 金辛迪：普林斯顿大学的学生，暗恋哈羅德
- 鲍比·李（英语：Bobby Lee） 饰 肯尼思·帕克
- 瑪琳·艾珂曼 饰 利亚纳：畸形秀的妻子
- 肖恩·马贾姆德（英语：Shaun Majumder） 饰 塞卡特·帕特尔：卡瑪的哥哥
- 埃罗尔·西塔哈尔（英语：Errol Sitahal） 饰 帕特尔医生：卡瑪与塞卡特的父亲
- 多夫·蒂芬巴赫（英语：Dov Tiefenbach） 饰 布拉德利·托马斯：普林斯顿大学的学生，卖大麻给卡瑪
- 盖瑞·安东尼·威廉姆斯（英语：Gary Anthony Williams） 饰 塔里克·杰克逊：因肤色被捕的黑人哲学家
- 博伊德·班克斯（英语：Boyd Banks） 饰 急诊病人
- 盖瑞·阿奇博尔德 饰 纳撒尼尔·班克斯
- 傑米·肯尼迪 饰 站在卡瑪旁边撒尿的人（未署名）[2]
- 伊桑·恩布里 饰 比利·卡弗